# الصباحة (بني حشيش)

تعديل مصدري - تعديل

الصباحة هي إحدى قرى عزلة عيال مالك بمديرية بني حشيش التابعة لمحافظة صنعاء، بلغ تعداد سكانها 332 نسمة حسب تعداد اليمن لعام 2004.